# Spring Bay (Illinois)
Spring Bay – wieś w Stanach Zjednoczonych, w stanie Illinois, w hrabstwie Woodford.